# Sky Eats Airplane (album)
Sky Eats Airplane è il secondo e ultimo album in studio del gruppo musicale statunitense Sky Eats Airplane, pubblicato il 22 luglio 2008 dalla Equal Vision Records. L'album si differenzia sostanzialmente dal predecessore, con un uso dell'elettronica meno incalzante in favore di melodie metalcore ed emo ancora più solide, dove l'elettronica fa solo da contorno.

## Tracce
1. Introduction – 0:37
2. Long Walks on Short Bridges – 4:16
3. Transparent – 6:02
4. Numbers (feat. Micah Kinard of Oh, Sleeper) – 3:38
5. World Between Us – 4:51
6. Photographic Memory – 4:31
7. In Retrospect – 3:33
8. The Artificial – 5:57
9. Disconnected – 3:23
10. Machines – 1:22
11. Alias – 5:41

## Formazione
Sky Eats Airplane
- Jerry Roush – voce
- Lee Duck – chitarra solista, tastiera, sintetizzatore, programmazione, voce secondaria
- Zack Ordway – chitarra ritmica, tastiera, programmazione
- Johno Erickson – basso
- Kenny Schick – batteria, percussioni

Altri musicisti
- Micah Kinard – voce in Numbers

Produzione
- Brian McTernan – produzione, missaggio, ingegneria del suono
- Paul Leavitt – editing digitale

## Classifiche
| Classifica (2009)         | Posizione massima |
| ------------------------- | ----------------- |
| Stati Uniti               | 172               |
| Stati Uniti (heatseekers) | 6                 |
| Stati Uniti (independent) | 27                |